# Who's Got Trouble?
Who's Got Trouble è il terzo album del gruppo Shivaree uscito nel 2005.

## Tracce
1. New Casablanca
2. I Close My Eyes
3. Someday
4. Lost in a Dream
5. Little Black Mess
6. Mexican Boyfriend
7. Fat Lady of Limbourg (cover di Brian Eno)
8. 2 Far
9. Baby Girls
10. It Got All Black
11. I Will Go Quietly

I Close my Eyes e Fat Lady of Limbourg erano già state pubblicate nell'EP Breach del 2004. 2 Far era invece presente, con un diverso arrangiamento e un titolo differente (Gone too far), nell'album Rough Dreams, rilasciato dalla band nel 2002.

## Formazione
- Ambrosia Parsley – voce
- Duke McVinnie – chitarra
- Eddie Campbell – tastierista

## Classifiche
| Classifica (2005) | Posizione massima |
| ----------------- | ----------------- |
| Francia           | 108               |